# 鄭雲翔
鄭雲翔（1475年—？），字士鳳，湖廣黃州府麻城縣人，軍籍，明朝政治人物。

## 生平
湖廣鄉試第四十□名舉人。正德六年（1511年）中式辛未科會試第□九十□名，登第三甲第一百七十七名進士。

## 家族
曾祖鄭信；祖父鄭道明；父鄭班。嫡母蔡氏；生母余氏。弟雲翀。